# حمض البوريك
حمض البوريك أو أورثو ويسمى أيضًا حمض البوراسيك (البورق) أو حمض أورثو بوريك، هو حمض ضعيف له الصيغة الكيميائية H3BO3، وأحيانا يكتب بصيغة B(OH)3. كثيرا ما يستخدم كمطهر، كمبيد حشري، كمثبطات اللهب، في محطات الطاقة النووية للتحكم في معدل الانشطار النووي لليورانيوم، وكمكون أساسي للمركبات الكيميائية الأخرى. يُكوّن بلّورات لا لون لها أو مسحوقاً أبيض يذوب في الماء.عندما يتواجد على صورة معدنية، ويسمى ساسوليت.

## الخواص
حمض البوريك حضر لأول مرة عن طريق ويلهلم هومبيرج (1652-1715) من البوراكس، بفعل الأحماض المعدنية، وأعطيت اسم (" ملح هومبيرج المهدئ "). وقد لوحظ تواجد حمض البوريك أو أملاحه في مياه البحر. كما يقال أنه موجود في النباتات وخصوصا في أغلب الفواكه. الحمض الخام يتواجد في مناطق بركانية معينة مثل توسكانا، وجزر ليباري، ونيفادا، ويخرج مختلط مع البخار من شقوق في الأرض، وتواجد أيضا باعتباره مكونا أساسيا للعديد من المعادن (البوراكس، البوراسيت، الكوليمانيت).
حمض البوريك قابل للذوبان في الماء المغلي. وعندما يسخن فوق 170 درجة مئوية فانه يجفف، ويشكل حمض الميتابوريك 2 HBO. حمض الميتابوريك هو أبيض، مكعب بلوري صلب، ويذوب جزئيا فقط في الماء. ويذوب عند 236 درجة مئوية، وعندما يسخن فوق 300 درجة مئوية يجفف، ويشكل حمض التيترابوريك أو حمض البيروبوريك ، H 2 B 4 O 7. ,ومن الممكن أن يشير حمض البوريك إلى أي من هذه المركبات. وعلاوة على ذلك التسخين يؤدي إلى ثالث أكسيد البورون.
حمض البوريك لا يتفكك في المحلول المائي، ولكنه حامضي نتيجة لتفاعله مع جزيئات الماء على شكل أيون رباعي هيدروكسي البورات.
B(OH)3 + H2O [3] B(OH)[4] + H+ (Ka = 5.8x10−10 mol/l; pKa = 9.24)
أيونات البوليبورات تتشكل عند درجة الحموضة 7-10 إذا كان تركيز البورون أعلى من حوالي 0.025 مول / لتر. وأشهرها هي أيون رباعي البورات ،وتوجد في معدن البورق
B4(OH)[5] + 2 H+ ⇌ B4O[6] + 9 H2O
حمض البوريك يقدم إسهاما مهما لامتصاص الصوت ذات التردد المنخفض في مياه البحر.

## قراءات أخرى
- Jolly, W. L. (1991). Modern Inorganic Chemistry (2nd Edn.). New York: McGraw-Hill. {{استشهاد بكتاب}}: الوسيط غير المعروف |الرقم المعياري= تم تجاهله يقترح استخدام |ردمك= (مساعدة)
- Louis Goodman, Alfred Gilman, Laurence Brunton, John Lazo and Keith Parker (2006). Goodman & Gilman's The Pharmacological Basis of Therapeutics. New York: McGraw Hill.{{استشهاد بكتاب}}:  صيانة الاستشهاد: أسماء متعددة: قائمة المؤلفين (link)

## روابط خارجية
- حمض البوريك التقنية صحيفة وقائع -- مركز المعلومات الوطني للمبيدات
- حمض البوريك العام صحيفة وقائع -- مركز المعلومات الوطني للمبيدات
- البطاقة الدولية للسلامة الكيميائية 0991
- وكالة حماية البيئة الأمريكية المبيدات إعادة التسجيل حسم الاستحقاق
- الوطنية الملوثات الجرد -- البورون والمركبات
- حمض البوريك في ChemicalLand21